# Long After Dark
Long After Dark — пятый студийный альбом американской рок-группы Tom Petty and the Heartbreakers, выпущенный 2 ноября 1982 года на Backstreet Records. Известный хитом на MTV стал ведущий сингл «You Got Lucky», LP также стал первым альбомом группы, в котором на бас-гитаре и вокальной партии выступил Хоуи Эпштейн. Вокал Эпштейна преобладает на протяжении всего альбома и с этого момента стал неотъемлемой частью звучания Heartbreakers.
Были выпущены еще два сингла с альбома: «Change of Heart» и «Straight into Darkness». Первый из них присоединился к «You Got Lucky» в топ-40 Billboard. В июле 2018 года «Keep a Little Soul», ауттейк из Long After Dark, был выпущен в качестве первого сингла для продвижения бокс-сета Петти An American Treasure. «Keeping Me Alive», ещё один трек из сессий для альбома, был любимцем Петти и в конечном итоге был выпущен на его и Heartbreakers бокс-сете 1995 года Playback, а также на An American Treasure.
30 августа 2024 года наследники Тома Петти объявили о выпуске расширенного Deluxe-издания альбома, включающего 12 новых живых и ранее не издававшихся песен, а также ремикс Blu-Ray Dolby Atmos. Эта версия была выпущена на стриминговых сервисах, пронумерованном виниле и CD 18 октября 2024 года.

## Об альбоме
На Long After Dark впервые появляется новый басист группы Хоуи Эпштейн, который заменяет Рона Блэра. Характерный бэк-вокал Эпштейна, особенно заметный на «Change of Heart», вскоре становится неотъемлемой частью звучания The Heartbreakers. Для этого альбома Том Петти написал песню под названием «Keeping Me Alive», которая ему очень нравилась, но пришлась не по вкусу продюсеру Джимми Айовину и, в итоге, не попала на Long After Dark. На следующем студийном альбоме Айовин стал уже одним из сопродюсеров, а после — его сотрудничество с The Heartbreakers прекратилось.
Long After Dark занял 9-ю строчку в Billboard Top LPs & Tape, а песни «You Got Lucky» и «Change of Heart» — 20-е и 21-е место в Billboard Hot 100. Также «Change of Heart», «Between Two Worlds», «One Story Town», «We Stand a Chance» и «You Got Lucky» заняли 10-е, 35-е, 15-е, 37-е и 1-е место соответственно в чарте Mainstream Rock.

## Список композиций
Слова и музыка всех песен — Тома Петти, за исключением «You Got Lucky», «Finding Out», «The Same Old You» и «Between Two Worlds» — Петти в соавторстве с Майком Кэмпбеллом.
| №   | Название                 | Длительность |
| --- | ------------------------ | ------------ |
| 1.  | «A One Story Town»       | 3:06         |
| 2.  | «You Got Lucky»          | 3:37         |
| 3.  | «Deliver Me»             | 3:28         |
| 4.  | «Change of Heart»        | 3:18         |
| 5.  | «Finding Out»            | 3:36         |
| 6.  | «We Stand a Chance»      | 3:38         |
| 7.  | «Straight into Darkness» | 3:49         |
| 8.  | «The Same Old You»       | 3:31         |
| 9.  | «Between Two Worlds»     | 5:12         |
| 10. | «A Wasted Life»          | 4:35         |

## Участники записи
The Heartbreakers:
- Том Петти — вокал, акустическая гитара, электрогитара, синтезатор
- Майк Кэмпбелл — гитара, орган
- Бенмонт Тенч[англ.] — фортепиано, орган Хаммонда, орган Vox, синтезатор, бэк-вокал
- Стэн Линч[англ.] — ударные, бэк-вокал
- Хоуи Эпштейн[англ.] — бас-гитара, бэк-вокал

Приглашённые музыканты:
- Фил Джонс[англ.] — ударные
- Рон Блэр[англ.] — бас-гитара («Between Two Worlds»)